# Eugenesia

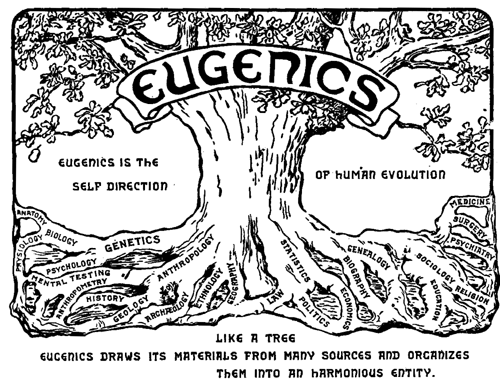
«La eugenesia es la autodirección de la evolución humana»: Lema del Segundo Congreso Internacional de Eugenesia, 1921, representado como un árbol que unifica una diversidad de campos diferentes.

La eugenesia (del griego εὐγονική /eugoniké/, que significa ‘buen origen’: de εὖ /eu/ [‘bueno’], y γένος /guénos/ [‘origen’, ‘parentesco’]) es una corriente de pensamiento que defiende la mejora de los rasgos hereditarios humanos a nivel social mediante diversas formas de intervención manipulada y métodos selectivos de humanos.
El origen de la eugenesia está estrechamente relacionado con el surgimiento del darwinismo social a finales del siglo XIX.
El eugenismo pretende el incremento en número de personas supuestamente más fuertes, sanas, inteligentes o de determinada etnia o grupo social, presuponiendo una relación directa o lineal entre estos rasgos y la genética, por lo que promueve, a través de métodos directos o indirectos, impedir o dificultar la procreación de aquellas personas o grupos que no poseen esas cualidades, llegando a considerar su aplicación como una ventaja en el ahorro de recursos económicos para los países. En este sentido, está relacionada con el malthusianismo, el natalismo selectivo y el etnonacionalismo. Sin embargo, actualmente el avance de la investigación genética ha puesto de manifiesto el error de la interpretación de la relación directa entre genes y rasgos psicológicos, ya que dicha relación está mediada por muchos factores, entre los que cabe destacar los de carácter fisiológico (los genes no fijan la conducta, solo codifican un aminoácido el cual va a formar parte de una proteína, y ésta de un tejido en un proceso o función fisiológica). Además, en el caso de los caracteres psíquicos y conductuales, se añade una complicada cadena de influencias indirectas, como el carácter dinámico de las relaciones entre los factores ambientales y genéticos a lo largo del desarrollo ontogenético de cada individuo.
Mientras que el medio tradicional de selección genética en plantas y animales era la selección artificial (basada, aunque se desconocieran, en las leyes de Mendel), los métodos del eugenismo del siglo XIX y XX incluyen desde la esterilización forzada hasta el genocidio. Los métodos eugenistas modernos se centran en el diagnóstico prenatal, la exploración fetal, la orientación genética, la fecundación in vitro y la ingeniería genética. También existe el aborto eugenésico que es la interrupción voluntaria del embarazo cuando se puede predecir con probabilidad o certeza que el feto nacerá con un defecto o enfermedad.
Desde el punto de vista moral, la eugenesia entendida como «perfeccionamiento de la especie humana» o llevada a cabo sin responsabilidad puede vulnerar principios fundamentales y la dignidad de la persona. Desde el punto de vista epistemológico, la eugenesia tradicional es considerada una pseudociencia, al entremezclar entre sus fundamentos tesis espurias que obedecen a intereses no defendibles desde posiciones estrictamente científicas, aunque la eugenesia del siglo XXI (de carácter privado, individual y terapéutico) sí se puede encuadrar como práctica científica que, en conjunción con disciplinas como la Ética y los acuerdos legislativos, es capaz de contribuir al bienestar de los seres humanos.
Históricamente, la eugenesia ha sido usada como justificación para diversas formas de discriminaciones coercitivas y violaciones de los derechos humanos que fueron promovidas por sistemas políticos, por ejemplo: casos de esterilización forzosa de personas con defectos genéticos, asesinatos a personas por su raza, religión u orientación sexual así como el genocidio de razas o culturas consideradas inferiores. Como el programa de eugenesia nazi, "La experiencia más traumática la encontramos en Alemania, donde los nazis pusieron en práctica su ideología racial, por lo que decidieron deshacerse de aquellas razas que ellos consideraban inferiores (6 millones de judíos, 800 000 gitanos,…), y ejecutando un programa médico denominado Aktion T4, en el que se asesinó o esterilizó a 275 000 personas, entre personas con discapacidad, enfermos mentales y homosexuales".
La selección artificial de seres humanos fue sugerida desde épocas muy antiguas, al menos desde Platón, pero su versión moderna fue formulada por vez primera por Francis Galton en 1865, recurriendo al entonces reciente trabajo de su primo Charles Darwin. La eugenesia fue una disciplina académica en muchos institutos y universidades. Su veracidad científica comenzó a cuestionarse en la década de 1930; sin embargo, en esa época Ernst Rüdin empezó a incorporar la retórica eugenésica a las políticas raciales de la Alemania nazi. Durante el periodo de posguerra, gran parte tanto del público, incluyendo la comunidad científica, asociaba la eugenesia con los abusos nazis, que incluyeron la "higiene racial" y la exterminación; sin embargo, varios gobiernos regionales y nacionales mantuvieron programas eugenésicos hasta la década de 1970.

## Significados de eugenesia y eugenismo
En un principio, eugenesia remite al 'buen origen' o 'buen linaje' en contraposición a mal origen y linaje familiar, con las connotaciones racistas y clasistas que supone. Más adelante hará referencia a los 'buenos genes' en contraposición a los 'malos genes'. Los significados que el término fue adoptando derivaron de su múltiple uso. Históricamente, el término ha sido usado para aludir a cualquier cosa comprendida entre el cuidado prenatal de las madres —procurar que se produzca un 'buen nacimiento—, pasando por la selección de parejas fértiles, la esterilización forzada, el infanticidio, la reprogenética, el aborto inducido preventivo por malformaciones. Los bebés de diseño y hasta la eutanasia han sido relacionados o considerados bajo el término de eugenesia.
El término eugenesia se usa a menudo para referirse en realidad al eugenismo, movimiento político e ideológico que predica una mejora cualitativa, biológica de la población, frente a una posible mejora moral o cultural. Los movimientos eugenistas tuvieron influencia sobre todo a finales del siglo XIX y principios del XX. En un amplio sentido histórico, la eugenesia también puede ser el estudio de la «mejora de las cualidades genéticas humanas». Algunas veces se aplica para describir en términos generales cualquier acción humana cuya finalidad sea mejorar el acervo genético.
Francis Galton utilizó “eugenesia” al conjunto de propuestas que surgieron desde el eugenismo. Los mecanismos para conseguirla pueden ser “positivos” (por el fomento de la reproducción de los “más aptos”) o “negativos” (por las trabas o la incapacitación a los “menos aptos” para que no se reproduzcan).
Debido a sus finalidades normativas y a su relación histórica con el racismo científico, así como al desarrollo de la ciencia de la genética, la comunidad científica internacional se ha desvinculado casi totalmente del término eugenesia, calificándola a veces de pseudociencia, si bien pueden encontrarse defensores de lo que se conoce como eugenesia liberal. Las investigaciones modernas sobre los potenciales usos de la ingeniería genética ha llevado a una cada vez mayor invocación de la historia de la eugenesia en discusiones sobre bioética, la mayoría de las veces de forma cautelar. Algunos bioéticos sugieren que incluso los programas de eugenesia no coactiva serían inherentemente poco éticos, si bien este punto de vista ha sido cuestionado por pensadores tales como Nicholas Agar.
El eugenismo o los eugenesistas defienden políticas específicas que (de tener éxito) llevarían a una mejora observable del acervo genético humano. Puesto que el definir qué mejoras son deseables o beneficiosas es percibido como una elección cultural más que un asunto que pueda determinarse objetivamente (es decir, por investigaciones empíricas y científicas), la eugenesia ha sido considerada a menudo una pseudociencia. El aspecto más discutido de la eugenesia ha sido la definición de «mejora» del acervo genético humano, como qué es una característica beneficiosa y qué es un defecto. Este aspecto de la eugenesia ha sido históricamente contaminado con racismo científico.
Los primeros eugenesistas estaban más preocupados con los factores observables de la inteligencia que a menudo se correlacionan fuertemente con la clase social. Muchos eugenesistas se inspiraron en la cría selectiva de animales (donde se suele trabajar para lograr pura razas) como analogía para la mejora de la sociedad humana. La mezcla de razas (o miscegenación) solía ser considerada como algo a evitar en nombre de la pureza racial. En aquella época este concepto parecía tener cierto respaldo científico, y siguió siendo un asunto beligerante hasta que el desarrollo avanzado de la genética llevó al consenso científico de que la división de especies humanas en razas desiguales es injustificable. Algunos ven esto como un consenso ideológico, dado que la igualdad, lo mismo que la desigualdad, es una elección cultural más que un asunto que pueda ser determinado objetivamente.
La 'eugenesia genética' también se ha preocupado por la eliminación de enfermedades hereditarias tales como la hemofilia y la enfermedad de Huntington. Sin embargo, hay varios problemas en calificar ciertos factores como «defectos genéticos»:
- En muchos casos no hay consenso científico sobre lo que es un «defecto genético». A menudo se argumenta que es más un asunto de elección social o individual.
- Lo que parece ser un «defecto genético» en un contexto o entorno puede no serlo en otro. Este puede ser el caso de los genes con una ventaja heterocigota, como la alfa talasemia y la enfermedad de Tay-Sachs, que en su forma heterocigota pueden ofrecer una ventaja contra, respectivamente, la malaria y la tuberculosis.
- Muchas personas minusválidas o inválidas pueden tener éxito en la vida.
- Muchas de las enfermedades que los primeros eugenesistas identificaron como hereditarias (por ejemplo la pelagra) se consideran actualmente imputables completa o al menos parcialmente a las condiciones medioambientales.

Parecidas preocupaciones han surgido cuando el diagnóstico prenatal de una enfermedad congénita puede, según la legislación del país, conllevar un aborto (véase también diagnóstico genético preimplantacional).
Las políticas eugenésicas han sido clasificadas conceptualmente en dos categorías: eugenesia positiva, que fomenta la mayor reproducción de los designados «más aptos», y la eugenesia negativa, que desaconseja o impide la reproducción de los designados «menos aptos». La eugenesia negativa no necesita ser coactiva: un estado podría ofrecer recompensas económicas a ciertas personas que se sometan a la esterilización, si bien algunos críticos podrían responder que este incentivo, junto con la presión social, podría percibirse como coacción. La eugenesia positiva también puede ser coactiva: el aborto en mujeres «aptas» era ilegal en la Alemania nazi.
Durante el siglo XX, muchos países promulgaron políticas y programas eugenésicos, incluyendo:
- Promoción de tasas de natalidad diferenciales (natalismo selectivo)
- Esterilización obligatoria
- Abortos forzosos
- Restricción del matrimonio
- Exploración genética
- Control de natalidad
- Control de la inmigración
- Segregación (tanto racial como de los enfermos mentales)
- Genocidio

La mayoría de estas políticas fueron posteriormente consideradas coactivas, restrictivas o genocidas, y actualmente son pocas las jurisdicciones que incluyen políticas explícitamente clasificadas de eugenésicas o inequívocamente eugenésicas en esencia. Sin embargo, algunas organizaciones privadas ayudan a la gente con servicios de orientación genética, y la reprogenética puede ser considerada una forma de eugenesia «liberal» no patrocinada por el estado.

## Historia
La eugenesia, concepto acuñado por el británico Francis Galton en 1883 y difundido en el Imperio Alemán por Alfred Ploetz y Wilhelm Schallmayer bajo el término Rassenhygiene (‘higiene racial’), conoció su periodo de apogeo entre finales del siglo XIX y 1945, «cuando la eugenesia quedó desacreditada por los crímenes del nacionalsocialismo». Como ha destacado Christian Geulen, con la eugenesia, «la antigua idea de la lucha racial y el tema central de la mezcla de razas fueron completados con un tercer motivo que iba a transformar en totalitario el discurso racial, así como las prácticas que lo acompañaban: la idea de la creación artificial de la raza». «Los proyectos de una raza sin cuerpos extraños, de una población sin enfermos, de una comunidad del pueblo sin discrepancias, de un imperio colonial sin colonizados o de una sociedad sin clases… en el siglo XX se intentaron realizar, de una y otra forma».

### Antecedentes
La selección artificial de seres humanos fue sugerida al menos desde la época de la Antigua Grecia. Desde la antigua Grecia se sabe que era una costumbre usual. Los recién nacidos podían ser abandonados por los padres según su voluntad. No sucedía así en Esparta donde era una práctica institucional regulada por el Estado para seleccionar desde el nacimiento a los futuros ciudadanos sanos y fuertes para defender a la ciudad. Basada en la agogé o educación de todo ciudadano nacido en Esparta; es controlada y dirigida en todas las etapas de la vida: “La Ley, puntillosa, se interesa por el niño antes de su nacimiento: en Esparta rige toda una política de eugenesia. Apenas nacido, el niño debe ser presentado ante una comisión de Ancianos de la Lesche: el futuro ciudadano sólo queda aceptado si es bello, bien conformado y robusto; los enclenques y contrahechos son condenados a ser arrojados a los Apotetas, depósitos de residuos”.
Plutarco en su obra “Vida de Licurgo” nos cuenta como nada más nacer, el niño era bañado en vino por la madre para comprobar su resistencia a los efluvios tóxicos del alcohol. Si el niño superaba la prueba era presentado por el padre al Lesjé (pórtico), e inspeccionado por un consejo de sabios ancianos para evaluar su salud, belleza y fortaleza capaz de soportar los rigores de una vida espartana. Si el niño no cumplía con estos requisitos era llevado al Apothetai o Apotetas (depósito de residuos), situado en la ladera este del monte Taigeto (2407 m de altura) desde donde eran arrojados o abandonados en el Kaiada o Kheadas.
El mismo Platón lo propone en el diálogo La República. Establece las directrices que deben regular la vida marital y reproductiva. Se puede considerar un programa representativo de lo que llamamos eugenesia totalitaria o autoritaria.
Los límites de la reproducción los señalará el Estado en la República platónica. Considera que la procreación de los hijos debía tener lugar en la fuerza de la edad: “Las mujeres darán hijos al Estado desde los veinte a los cuarenta años, y los hombres desde que haya pasado el primer fuego de la juventud hasta los cincuenta y cinco años.
En el libro de la Política, Aristóteles también secunda a su maestro Platón. Para Aristóteles, el Estado debe tener control de carácter eugenésico a las familias, ya que ellas son la esencia misma de la ciudad, argumentando a favor del aborto en casos de sobrepoblación: “Más conveniente cosa le parecería a alguien que se pusiese tasa en tener hijos que no en la posesión de la hacienda, de manera que ninguno engendrase más de cierto número de hijos, y que este número y límite le pusiese considerando las desgracias que pueden suceder, o si acaso muriera alguno de ellos, y también teniendo en cuenta los que no tienen hijos”. También apoyó el infanticidio en los casos en que el niño sea deforme: “En lo que toca al matar o criar de los hijos, ha de haber una ley para que ninguna cosa manca o monstruosa se haya de criar”.
Posteriormente y, siguiendo la tradición, los romanos arrojaban a los niños deformes y enfermos desde la roca Tarpeya, un promontorio situado en el centro de Roma cerca del Capitolio, también utilizado para ejecutar a criminales y delincuentes. No existe, sin embargo, ninguna fuente histórica, ninguna referencia que corrobore la leyenda de que la Roca Tarpeya se usara para matar recién nacidos con deformidades físicas.

### Creación: Francis Galton

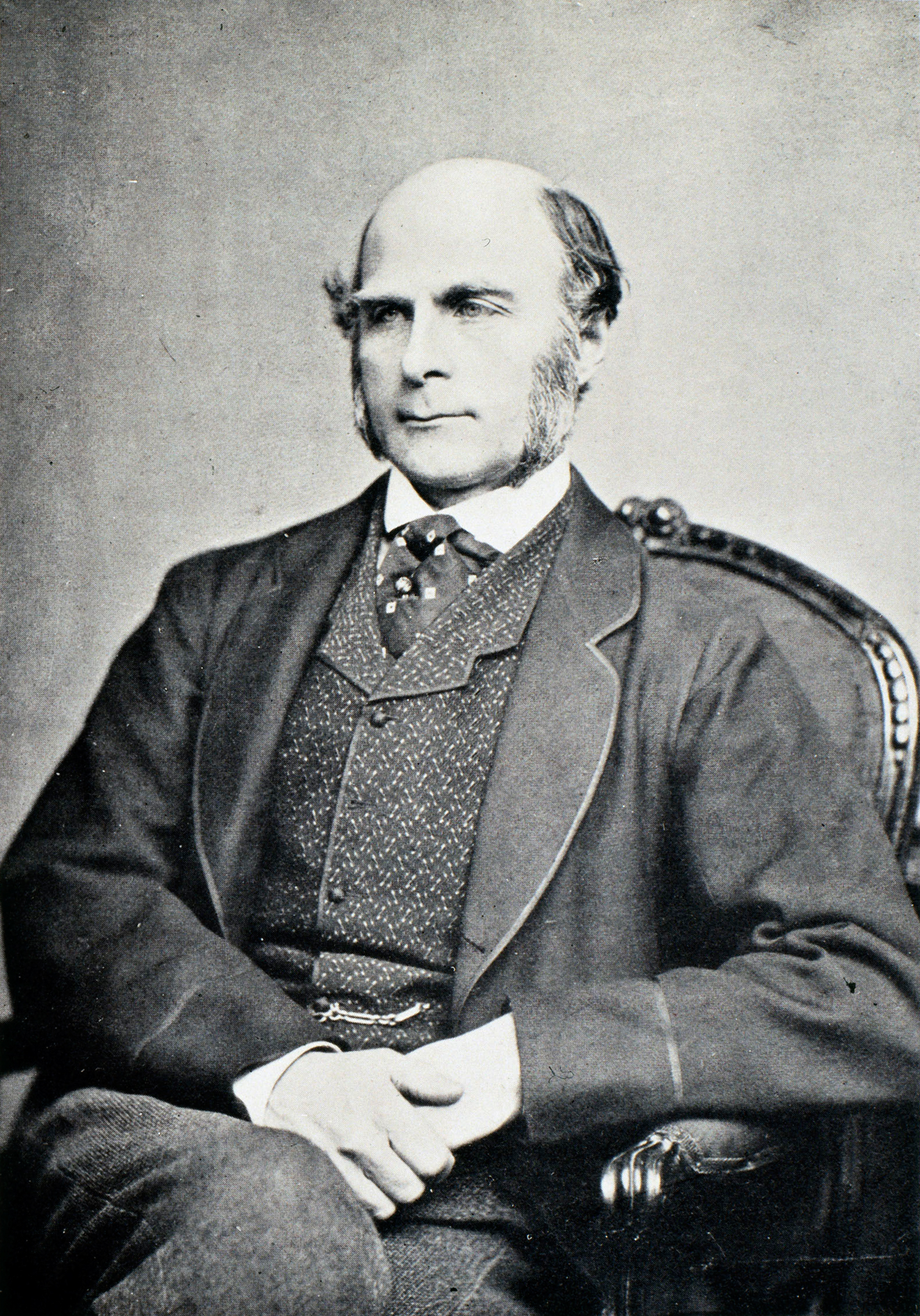
Francis Galton, uno de los padres de la eugenesia.

Durante los años 1860 y 1870, Francis Galton sistematizó diversas ideas eugenésicas tras leer El Origen de las Especies de Charles Darwin (que era primo suyo). Tras leer El origen de las especies, Galton alegó que los mecanismos de la selección natural estaban siendo frustrados potencialmente por la civilización humana. En su razonamiento, Galton consideró que las muchas sociedades humanas buscaban proteger a los desfavorecidos y los débiles y dichas sociedades estaban "reñidas" con la selección natural responsable de la extinción de los más débiles. Él pensó que solo cambiando esas políticas sociales se podría "salvar" a la sociedad de una «reversión hacia la mediocridad», una frase que acuñó primero en la biometría estadística y que más tarde se cambió por la frase «regresión hacia la media».
Por primera vez, Galton esbozó formalmente su teoría en el artículo de 1865 «Talento y personalidad hereditarios» (Hereditary Talent and Character), desarrollándola más a fondo en su libro de 1869 El genio hereditario.
Galton concluyó que, de la misma forma que la selección artificial se podría usar para exagerar rasgos en otros animales, se podrían esperar resultados similares al aplicar estas prácticas en seres humanos, tal como escribió en la introducción de El genio hereditario:

Me propongo mostrar en este libro que las habilidades naturales del hombre se derivan de la herencia, bajo exactamente las mismas limitaciones en que lo son las características físicas de todo el mundo orgánico. Consecuentemente, como es fácil a pesar de estas limitaciones lograr mediante la cuidadosa selección una raza permanente de perros o caballos dotada de especiales facultades para correr o hacer cualquier otra cosa, de la misma forma sería bastante factible producir una raza de hombres altamente dotada mediante matrimonios sensatos durante varias generaciones consecutivas.
Galton, El genio hereditario, 1

Según Galton, la sociedad fomentaba enfermedades disgenéticas (que ponían a la sociedad en un estado peor) afirmando que "los menos inteligentes" se estaban reproduciendo más que los "más inteligentes". Galton no propuso sistema de selección alguno, sino que esperaba que se hallaría una "solución" cambiando las costumbres sociales de forma que animasen a la gente a ver la importancia de la reproducción.
Galton usó por primera vez la palabra eugenesia en su libro de 1883 Investigaciones sobre las facultades humanas y su desarrollo (Inquiries into Human Faculty and Its Development), en el que quiso «mencionar los diversos tópicos más o menos relacionados con el cultivo de la raza o, como podríamos llamarlo, con las cuestiones “eugenésicas”». Incluyó una nota a pie para la palabra que escribía:

Esto es, con cuestiones relacionadas con lo que se denomina en griego eugenia, a saber, de buen linaje, dotado hereditariamente de cualidades nobles. Esta y las palabras relacionadas (eugénico, etcétera) son igualmente aplicables a hombres, bestias y plantas. Deseamos enormemente una palabra breve para aludir a la ciencia de la mejora del linaje, que en modo alguno se limita a las cuestiones de emparejamientos sensatos, sino que, especialmente en el caso del hombre, toma conciencia de todas las influencias que tienden a dar aunque sea en remoto grado a las razas o variedades más aptas una mejor oportunidad de prevalecer más rápidamente sobre los menos aptos de lo que de otra forma habría hecho. La palabra eugenesia expresaría suficientemente esta idea, siendo como mínimo una palabra más efectiva que viricultura, que una vez me aventuré a usar.
Francis Galton, Inquiries into human faculty and its development (Londres, Macmillan, 1883), pág. 17, nota 1

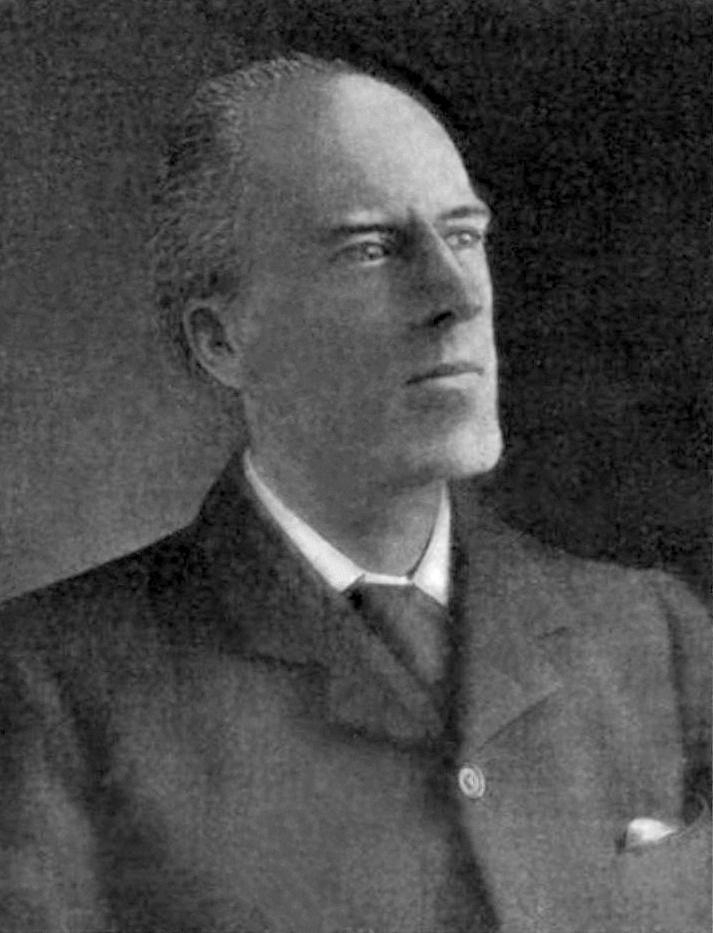
Karl Pearson (1912).

En 1904 Galton definió su concepto de eugenesia como «la ciencia que trata sobre todas las influencias que mejoran las cualidades innatas de una raza, y también con aquellas que las desarrollan hasta la mayor ventaja».
La formulación de Galton de la eugenesia estaba basada en un fuerte enfoque estadístico, fuertemente influenciado por la «física social» de Adolphe Quetelet. Sin embargo, a diferencia de este, Galton no respetaba al «hombre medio» sino que lo despreciaba considerándolo un mediocre. Galton y su heredero estadístico Karl Pearson desarrollaron lo que se llamó el enfoque biométrico de la eugenesia, que desarrolló nuevos y complejos modelos estadísticos (más tarde exportados a campos completamente diferentes) para describir la herencia de los rasgos. Con el re-descubrimiento de las leyes de la herencia del monje Gregor Mendel, surgieron dos bandos separados de defensores de la eugenesia. Uno estaba formado por estadísticos y otro por biólogos. Los primeros creían que los segundos tenían modelos matemáticos excepcionalmente primitivos, mientras los biólogos creían que los estadísticos sabían poco sobre biología.

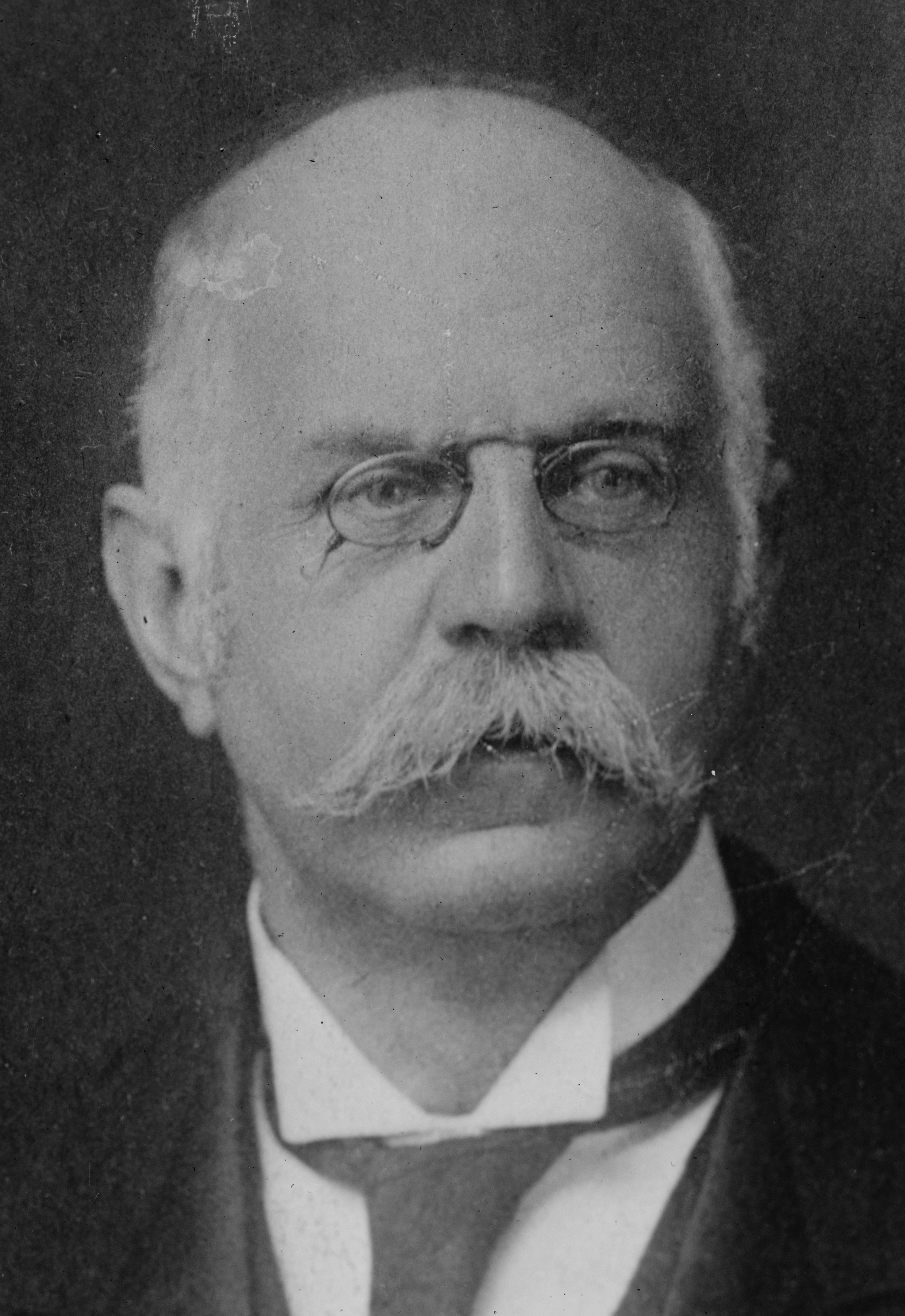
Leonard Darwin, el cuarto hijo de Charles Darwin, fue el presidente de la Sociedad Eugenésica Británica, de 1911 a 1928.

Posteriormente, varios de los hijos de Charles Darwin destacaron como líderes principales del movimiento eugenésico. En 1911, se formó un grupo eugenésico-darwinista en Cambridge, en el cual figuraban tres de los hijos de Darwin: Horance, Francis y George. En 1908, Francis Galton había fundado en Londres la Sociedad Eugenésica Británica (Eugenics Society, hoy Galton Institute), y en 1911 Leonard Darwin se convirtió en el presidente de la misma hasta 1928. Tal como describió Nicholas Wright Gillham en A Life of Francis Galton, en 1912, en su discurso presidencial ante el Primer Congreso Internacional de Eugenesia, Leonard Darwin expresó su deseo de que la eugenesia ganara influencia sobre otros sistemas de creencia:

La eugenesia se convertiría no sólo en el grial, un sustituto de la religión, como Galton había esperado, sino en un "deber primordial" cuyos principios presumiblemente se hacen exigibles
Leonard Darwin (1912)

Más tarde, Charles Galton Darwin, (nieto de Charles Darwin) sería el presidente de la Sociedad Eugenésica durante treinta años. Leonard escribiría los libros "¿Qué es la eugenesia?" y "La necesidad de una reforma eugenésica" (este último dedicado a su padre). Las teorías eugenésicas se popularizaron ampliamente durante la primera mitad del siglo XX y gozaron de mucha influencia entre círculos científicos gracias al renombre de la familia. Con la creciente influencia de la eugenesia darwinista, surgió una ola de "higienistas", hombres que se consideraban científicos muy estudiados, que luchaban contra la supuesta "degeneración gradual de la raza".
La eugenesia terminó aludiendo a la reproducción humana selectiva como un intento de obtener niños con rasgos deseables considerados "superiores". También se daba un enfoque que buscaba influir sobre las tasas de natalidad diferenciales.
Posteriormente, los teóricos eugenésicos clasificarían a la eugenesia en dos categorías: la "eugenesia positiva": la mayor reproducción de los que se consideraba que contaban con rasgos hereditarios ventajosos o mejores, y la *eugenesia negativa o "eugenesia activa", la evasión de la reproducción de los que tenían rasgos hereditarios considerados "malos" o peores. En el pasado, las políticas eugenésicas negativas culminaron en actos de segregación y legislaciones que encaminaban a esterilizaciones forzadas e incluso el genocidio de los grupos sociales que fueron vistos como "menos aptos" o inferiores. La eugenesia activa incluyó la eliminación de los discapacitados según la política racista del exterminio nazi. Las políticas eugenésicas "positivas", típicamente tomaron la forma de apoyos para los individuos que se consideraron "más «aptos»" o "más fuertes", y su bonificación para animarlos a que tuvieran descendencia. Prácticas relativamente inocuas como la orientación matrimonial tenían vínculos primitivos con la ideología eugenésica. Así mismo, durante la Primera Guerra Mundial, en diversos lugares, el test de coeficiente intelectual tenía el fin de seleccionar a los soldados más inteligentes para ponerlos al mando.
La eugenesia difería en un sentido de lo que más tarde se conocería como darwinismo social. Ambas sostenían que la inteligencia era hereditaria, pero la eugenesia afirmaba la supuesta necesidad de nuevas políticas para que de forma activa llevaran a la sociedad a un estado "más «eugenésico»", mientras que los darwinistas sociales argumentaban que la propia sociedad «advertiría» naturalmente el problema de la «disgenesia» si no se ponían en práctica políticas de bienestar social.

### La «edad de oro» de la eugenesia (1890-1945)
La eugenesia conoció su periodo de apogeo entre finales del siglo XIX y 1945, «cuando la eugenesia quedó desacreditada por los crímenes del nacionalsocialismo». Cuando en 1912 se reunió en Londres el Primer Congreso Mundial de Eugenesia el movimiento eugenésico estaba ya muy extendido especialmente en Estados Unidos, Inglaterra, los países escandinavos y Alemania. Su objetivo era «el intento de controlar la distribución de los rasgos hereditarios en el proceso colectivo de reproducción de la población mediante intervención en la vida biológica y social». Se trataba de favorecer la reproducción de las características deseadas (eugenesia «positiva») y evitar la de las indeseadas (eugenesia «negativa»). En última instancia el proyecto eugenésico consistía en «poder controlar la evolución humana».

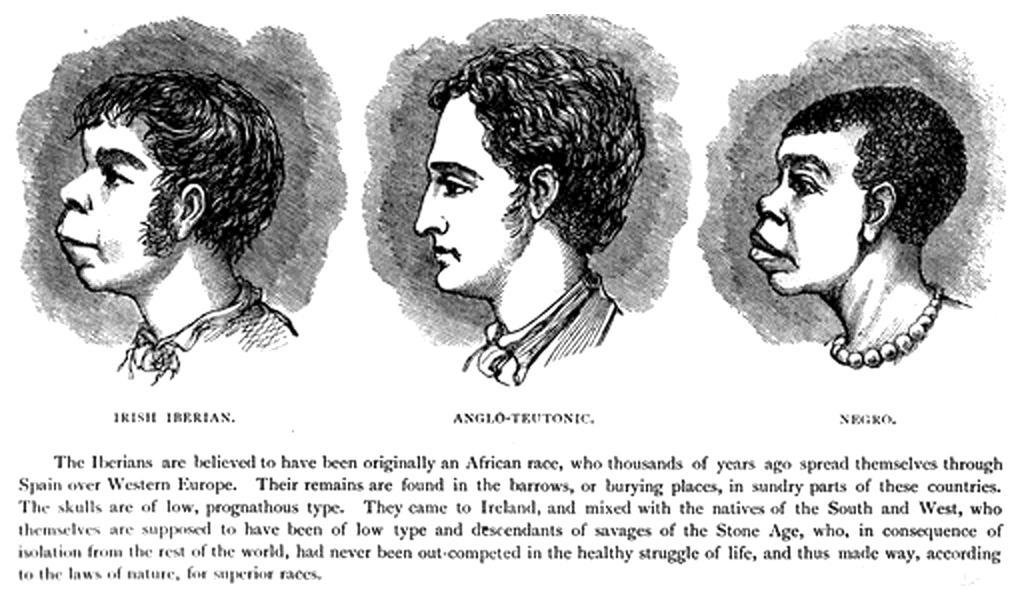
Ilustración racista de la influyente revista Harper's Weekly (1899) en la que se hace una supuesta similitud entre el "irlandés ibérico" y el "negro" en contraste con el elevado "angloteutónico".

Ya antes de 1912 se habían puesto en marcha prácticas eugenésicas en varios países, como Inglaterra y Alemania, para, por ejemplo, favorecer la reproducción de personas consideradas «valiosas» mediante la planificación de la elección de pareja. Y en algunos estados de Estados Unidos y en los países escandinavos, se habían decretado las primeras prohibiciones de reproducción y esterilizaciones forzosas de los «deficientes» (enfermos crónicos, discapacitados físicos y síquicos, «criminales natos», etc.). Partiendo de la idea propia del discurso racista del siglo XIX de la estrecha relación entre la reproducción biológica de los individuos y de la comunidad entera, muy pronto se consideró «la posibilidad de impedir que también grupos, clases sociales y razas enteras se reprodujeran biológicamente». En lo que discrepaban los eugenistas entre sí era en si se debía primar la intervención en el medio, como sostenían los más liberales, o en la «crianza biológica», como sostenían los más reaccionarios. El antropólogo liberal estadounidense Franz Boas defendía la primera opción porque estaba convencido de que el «entorno» era el factor fundamental del desarrollo racial y criticaba la idea generalizada de que sólo intervenía la «herencia». Partiendo de esa premisa ―de que «las señas de identidad racial podían cambiarse mediante influencias climáticas»― llegó a la conclusión de que «con grandes desplazamientos de población, se podría conseguir también que desaparecieran del todo las características raciales no deseadas». Y se planteó aplicarlo a los afroamericanos, convencido de que «si se podía encontrar un clima para ellos,  que a largo plazo los hiciera menos “negros”, se acabaría enseguida con el odio racial». Pero él mismo acabó abandonando ese tema de la investigación eugenésica para dedicarse a la etnología.

#### Alemania nazi
La Alemania nazi de Adolf Hitler fue famosa por los programas eugenésicos que intentaban mantener una «raza alemana» «pura» mediante una serie de medidas recogidas bajo la llamada «higiene racial». En julio de 1933 se aprobó una ley que permitía la esterilización involuntaria de «borrachos, criminales sexuales y lunáticos hereditarios e incurables, y de aquellos que padezcan una enfermedad incurable que pudiera transmitirse a su descendencia». Entre otras actividades, los nazis realizaron extensivos experimentos en seres humanos vivos para comprobar sus teorías genéticas, yendo desde la simple medida de las características físicas a los experimentos efectuados por Josef Mengele y Otmar von Verschuer con gemelos en los campos de concentración. Durante los años 1930 y 1940, el régimen nazi esterilizó forzosamente a cientos de miles de personas a los que consideraba mental y físicamente «no aptos» (se estima que unas 400 000 entre 1934 y 1937). La escala del programa nazi provocó que los defensores estadounidenses de la eugenesia buscasen una ampliación del suyo, con alguna queja sobre que «los alemanes nos están ganando en nuestro propio juego». Los nazis fueron incluso más allá, asesinando a decenas de miles de discapacitados físicos y psíquicos mediante el programa secreto Aktion T4, disfrazado bajo el término de «eutanasia».
También implantaron políticas eugenésicas «positivas», otorgando premios a las mujeres arias que tenían un gran número de hijos y promoviendo un programa en el que mujeres solteras «racialmente puras» eran fecundadas por oficiales de las SS (Lebensborn). Muchas de sus preocupaciones sobre la eugenesia y la higiene racial estuvieron también presentes en su exterminio sistemático de millones de personas «indeseables», incluyendo judíos, gitanos, testigos de Jehová y homosexuales durante el Holocausto (buena parte del equipo y los métodos de exterminio usados en los campos fueron desarrollados inicialmente en el programa de «eutanasia»). El alcance y la coacción de los programas eugenésicos alemanes, junto con el fuerte uso de la retórica eugenésica y la llamada «ciencia racial» durante todo el régimen, crearon una indeleble asociación entre la eugenesia y el Tercer Reich en los años de posguerra.

#### Estados Unidos
El segundo mayor movimiento eugenésico se dio en los Estados Unidos. Un pionero en las ideas eugenésicas (antes de que fueran clasificadas como tales) fue Alexander Graham Bell. En 1881 Bell investigó la tasa de sordera en Martha's Vineyard, Massachusetts. De esto concluyó que la sordera era de naturaleza hereditaria y recomendó la prohibición del matrimonio con sordos («Memoria sobre la formación de un tipo de sordera en la raza humana»). Como muchos otros eugenistas posteriores, propuso controlar la inmigración con fines eugenésicos y advirtió que los colegios internos para sordos podrían considerarse posiblemente como lugares de cría de una raza humana sorda. Por su parte los afroamericanos W. E. B. Du Bois o Marcus Garvey apoyaron la eugenesia o ideas similares como forma de reducir el sufrimiento de los negros y mejorar su estatura.[cita requerida] Muchos métodos legales de eugenesia incluyeron en Estados Unidos leyes estatales contra la miscegenación o la prohibición de los matrimonios interraciales. La Corte Suprema derogó estas leyes estatales en 1967 y declaró inconstitucionales las leyes antimiscegenación.  

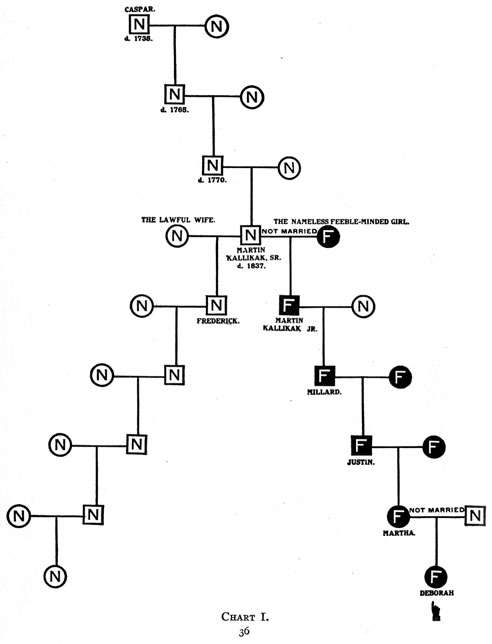
Diagrama de un árbol genealógico de La familia Kallikak destinado a ilustrar cómo un «desliz ilícito» podía provocar una generación completa de «imbéciles».

Comenzando con Connecticut en 1896, muchos estados aprobaron leyes sobre el matrimonio con criterios eugenésicos, prohibiendo casarse a cualquiera que fuese «epiléptico, imbécil o débil mental». En 1898 Charles B. Davenport, un prominente biólogo, comenzó como director de una estación de investigación biológica situada en Cold Spring Harbor unos experimentos sobre la evolución de plantas y animales. En 1904, Davenport recibió fondos del Instituto Carnegie para fundar la Estación de Evolución Experimental. La Eugenics Record Office (’Oficina de Registro de Eugenesia’) abrió en 1910 mientras Davenport y Harry H. Laughlin empezaban a promocionar la eugenesia.
Durante el siglo XX, los investigadores se vieron intrigados por la idea de que las enfermedades mentales podían transmitirse dentro de las familias y llevaron a cabo varios estudios para documentar la heredabilidad de enfermedades tales como la esquizofrenia, el trastorno bipolar y la depresión. A finales del siglo XIX y principios del XX se promulgaron leyes estatales para prohibir el matrimonio y forzar la esterilización de los enfermos mentales con el fin de evitar la «transmisión» de las enfermedades mentales a la siguiente generación. Estas leyes fueron ratificadas por la Corte Suprema de los Estados Unidos en 1927 y no fueron abolidas hasta mediados de siglo. Para 1945 unos 45 000 enfermos mentales habían sido esterilizados forzosamente.

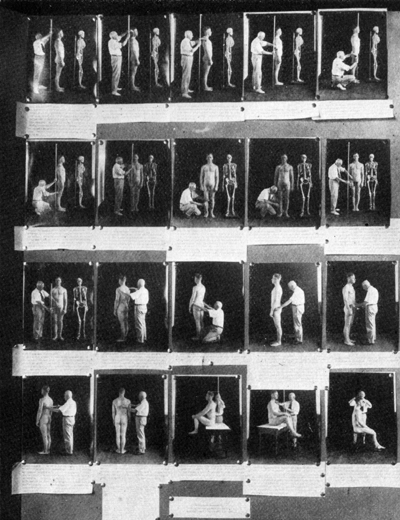
Demostración de antropometría en una exhibición de una conferencia sobre eugenesia de 1921.

En los años siguientes, la Eugenics Record Office reunió una enorme colección de árboles genealógicos y concluyó que quienes eran «no aptos» procedían de entornos económica y socialmente pobres. Eugenistas tales como Davenport, el psicólogo Henry H. Goddard y el conservacionista Madison Grant (todos muy respetados en su época) empezaron a presionar para lograr diversas soluciones políticas al problema de los «no aptos» (Davenport abogaba por la restricción de la inmigración y la esterilización como métodos principales, Goddard recomendaba la segregación en su libro La familia Kallikak, y Grant era partidario de todo lo anterior y más, abrigando incluso la idea del exterminio). Aunque su metodología y métodos de investigación se consideran actualmente muy defectuosos, en la época se consideró una investigación científica legítima. Tuvo, sin embargo, detractores científicos (notablemente Thomas Hunt Morgan, uno de los pocos mendelistas en criticar explícitamente la eugenesia), si bien la mayoría de ellos se centraron más en la primitiva metodología de los eugenistas y en la consideración de casi cualquier característica humana como hereditaria, que en la idea de la eugenesia en sí.
La idea del «genio» y el «talento» fue también considerada por William Graham Sumner, un fundador de la American Sociological Society (actual American Sociological Association), quien mantenía que si el gobierno no interfería en la política social de laissez faire, surgiría una clase de genios en la cima del sistema de estratificación social, seguida de una clase de talentos. La mayor parte del resto de la sociedad caería en la clase de los mediocres. Aquellos que eran considerados anormales (retrasados mentales, minusválidos, etcétera) tenían un efecto negativo sobre el proceso social al consumir recursos necesarios. Deberían ser dejados solos para que se valiesen por sí mismo. Pero los de la clase de delincuentes (criminales, pervertidos, etcétera) deberían ser eliminados de la sociedad.

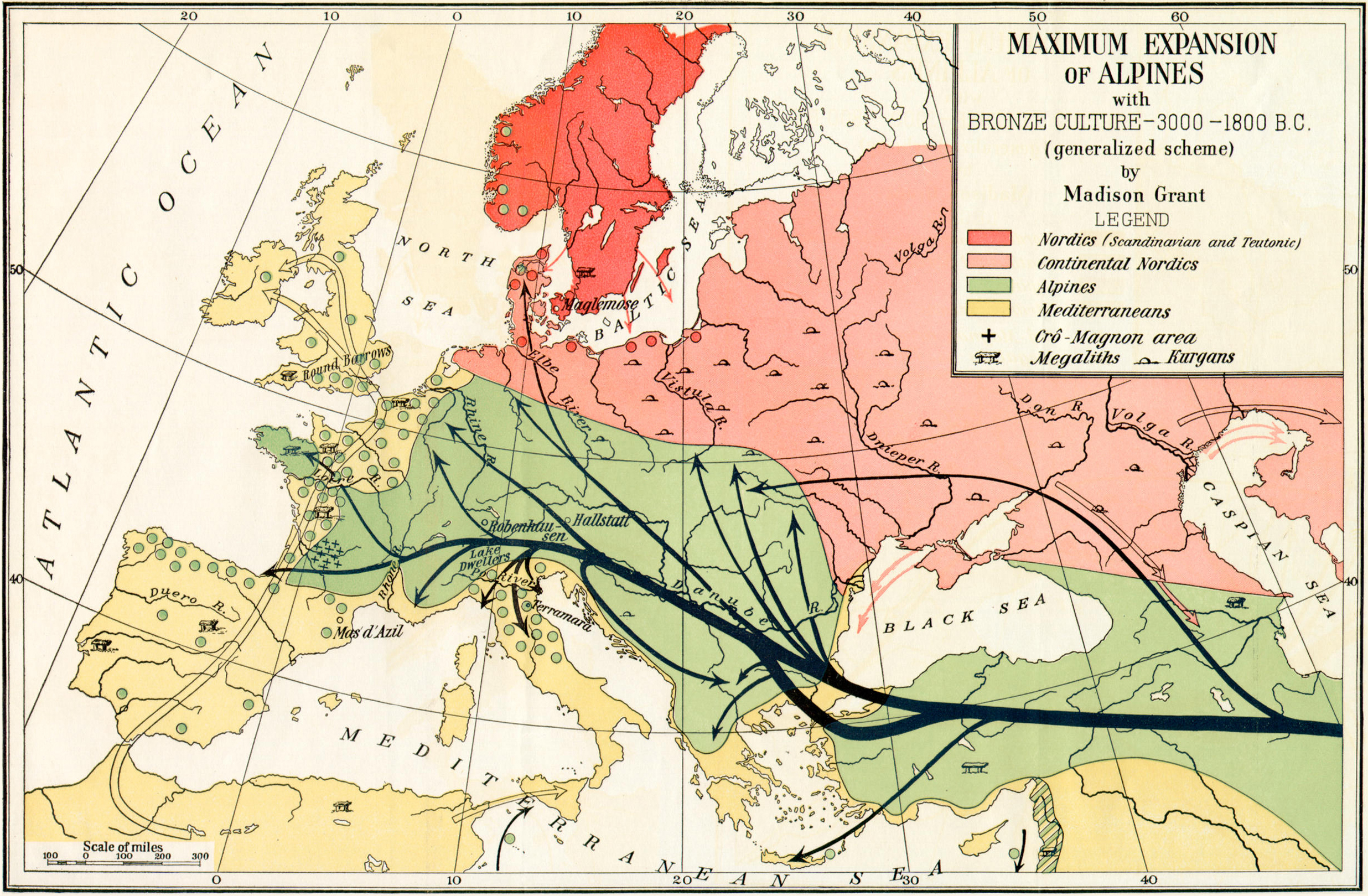
Mapa elaborado por Madison Grant, titulado "La distribución actual de las razas europeas", publicado en su libro "El Paso de la Gran Raza" (1916).

Con la aprobación de la ley de inmigración Johnson-Reed, los eugenesistas jugaron por vez primera un papel protagonista en el debate del Congreso como expertos asesores sobre la amenaza de «linajes inferiores» procedentes del este y el sur de Europa. Esto redujo el número de inmigrantes del extranjero al 15 % de años anteriores, al controlar el número de individuos «no aptos» que entraban al país. La nueva ley reforzó las anteriores que prohibían la mezcla racial en un intento por conservar el acervo genético. Las consideraciones eugenésicas también estuvieron tras la aprobación de leyes sobre el incesto en buena parte de los Estados Unidos y fueron usadas para justificar muchas leyes antimiscegenación.
Algunos estados esterilizaron a los «imbéciles» durante buena parte del siglo XX. La Corte Suprema de los Estados Unidos sentenció en el caso Buck contra Bell de 1927 que el estado de Virginia podía esterilizar a los considerados «no aptos». La época más importante de esterilización eugenésica fue entre 1927 y 1963, cuando unas 64 000 personas fueron esterilizadas forzosamente bajo las leyes eugenésicas de los Estados Unidos. Un informe favorable sobre los resultados de la esterilización en California, con mucho el estado que más esterilizaciones realizó, fue publicado con formato de libro por el biólogo Paul Popenoe y sería ampliamente citado por el gobierno nazi como evidencia de que los programas masivos de esterilizaciones eran factibles y humanos. Cuando los dirigentes nazis fueron juzgados por crímenes de guerra en los Juicios de Núremberg tras la Segunda Guerra Mundial, justificaron las esterilizaciones masivas (unas 450 000 en menos de una década) citando a los Estados Unidos como sus inspiradores.
Varios autores, notablemente Stephen Jay Gould, han afirmado repetidamente que las restricciones sobre la inmigración aprobadas en los Estados Unidos durante los años 1920 (y derogadas en 1965) estuvieron motivadas por las metas de la eugenesia, en particular por el deseo de excluir a las razas consideradas inferiores del acervo genético nacional. Durante el comienzo del siglo XX, los Estados Unidos empezaron a recibir un número muy superior de inmigrantes del sur y el este de Europa. Eugenistas influyentes como Lothrop Stoddard y Harry Laughlin (quien fue designado como testigo experto por el Comité del Congreso para Inmigración y Naturalización en 1920) presentaban el «argumento» de que estas eran «razas inferiores» que contaminarían el acervo genético nacional si su número no se restringía. Se ha argumentado que esto movió a los Estados Unidos (y también a Canadá) a aprobar leyes que creaban una jerarquía de nacionalidades, clasificándolas desde los más deseables anglosajones y nórdicos hasta los inmigrantes chinos y japoneses, a quienes se les prohibió casi completamente entrar al país. Sin embargo, varias personas, incluyendo a Franz Samelson, Mark Spiderman y Richard Herrnstein, han argumentado que, basándose en el examen de los registros de los debates del Congreso sobre política de inmigración, no se dio virtualmente consideración alguna a estos factores. Según estos autores, las restricciones fueron primordialmente motivadas por el deseo de mantener la integridad cultural del país frente al fuerte influjo de los extranjeros. Esta interpretación, sin embargo, no es aceptada por la mayoría de los historiadores de la eugenesia.

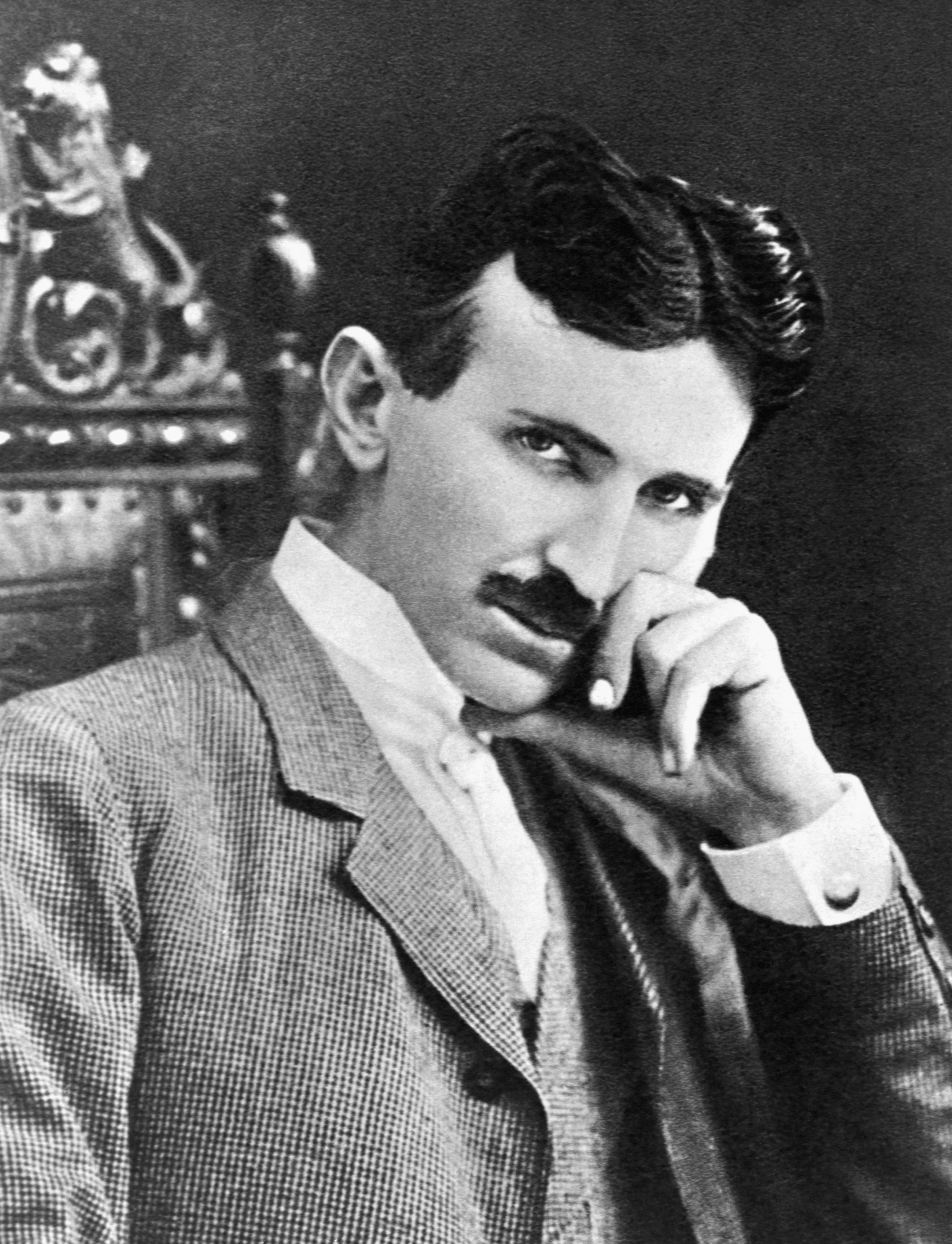
Nikola Tesla (1856-1943) a los 40 años.

En su tiempo la eugenesia era vista por diversos científicos como "progresista", y una forma de aplicación al campo de la reproducción humana.
Nikola Tesla, por ejemplo, al igual que Francis Galton, era partidario de la imposición selectiva, y su opinión era que esta debía impulsarse aún más hasta que finalmente se estableciera la eugenesia de forma universal en el futuro. En una entrevista de 1937, declaró:

El año 2100 verá la eugenesia universalmente establecida. En épocas pasadas, la ley que rige la supervivencia del más fuerte mas o menos eliminaba las razas menos deseables. Luego la nueva sensación humana de compasión comenzó a interferir con el funcionamiento implacable de la naturaleza. Como resultado de ello, seguimos manteniendo vivos y criando a los no aptos.

El único método compatible con las nociones de civilización y raza para evitar la reproducción de los no aptos es la esterilización y la orientación intencionada del instinto de apareamiento. Varios países europeos y algunos estados de la Unión Americana esterilizan a los criminales y a los dementes. Esto no es suficiente. La tendencia de opinión entre los eugenistas es que tenemos que hacer que el matrimonio sea más difícil. Ciertamente, a nadie que no sea un padre deseable se le debe permitir la producción de progenie.
Nikola Tesla, 9 de febrero de 1935, en la revista Liberty

#### Enseñanza universitaria
Ya en 1914, al menos 44 universidades estadounidenses enseñaban la eugenesia.  Por ejemplo, Middlebury College durante décadas ofreció estudios en eugenesia en carreras como pedagogía, biología, y sociología.  Middlebury sostuvo un "extenso involucramiento en el movimiento eugenésico."  El obligatorio curso introductorio de Middlebury "Orientating Course for Freshmen", de un año, en 1925 incluía el tema "Eugenesia" y su pensum explicaba que el año precedente se enseñó en éste curso bajo el titular "Lo que la civilización puede esperar de la eugenesia."

#### Otros países
Canadá llevó a cabo miles de esterilizaciones forzosas hasta los años 1970. Muchos indios canadienses, así como inmigrantes del este de Europa, fueron objeto de este programa que identificaba como genéticamente inferiores a las minorías raciales y étnicas. Suecia esterilizó por la fuerza a 62 000 personas, principalmente enfermos mentales, pero también minorías étnicas y raciales al principio, como parte de un programa eugenésico que duró 40 años. Como fue el caso de otros programas, se creía que la etnia y la raza tenían relación con la salud mental y física. Aunque el programa no era del agrado de muchos suecos, los políticos normalmente lo apoyaban, más como un medio de mejorar la «salud social» que como la medida de «proteccionismo racial» que en realidad era (el gobierno sueco ha indemnizado posteriormente a los afectados). Otros países como Australia, el Reino Unido, Noruega, Francia, Finlandia, Dinamarca, Estonia, Islandia y Suiza llevaron a cabo programas de esterilización de personas declaradas deficientes mentales por el estado. Singapur practicó una forma limitada de eugenesia «positiva» que incluía la promoción del matrimonio entre graduados universitarios con la esperanza de que engendrarían mejores hijos.

### Después de 1945: la deslegitimación de la eugenesia

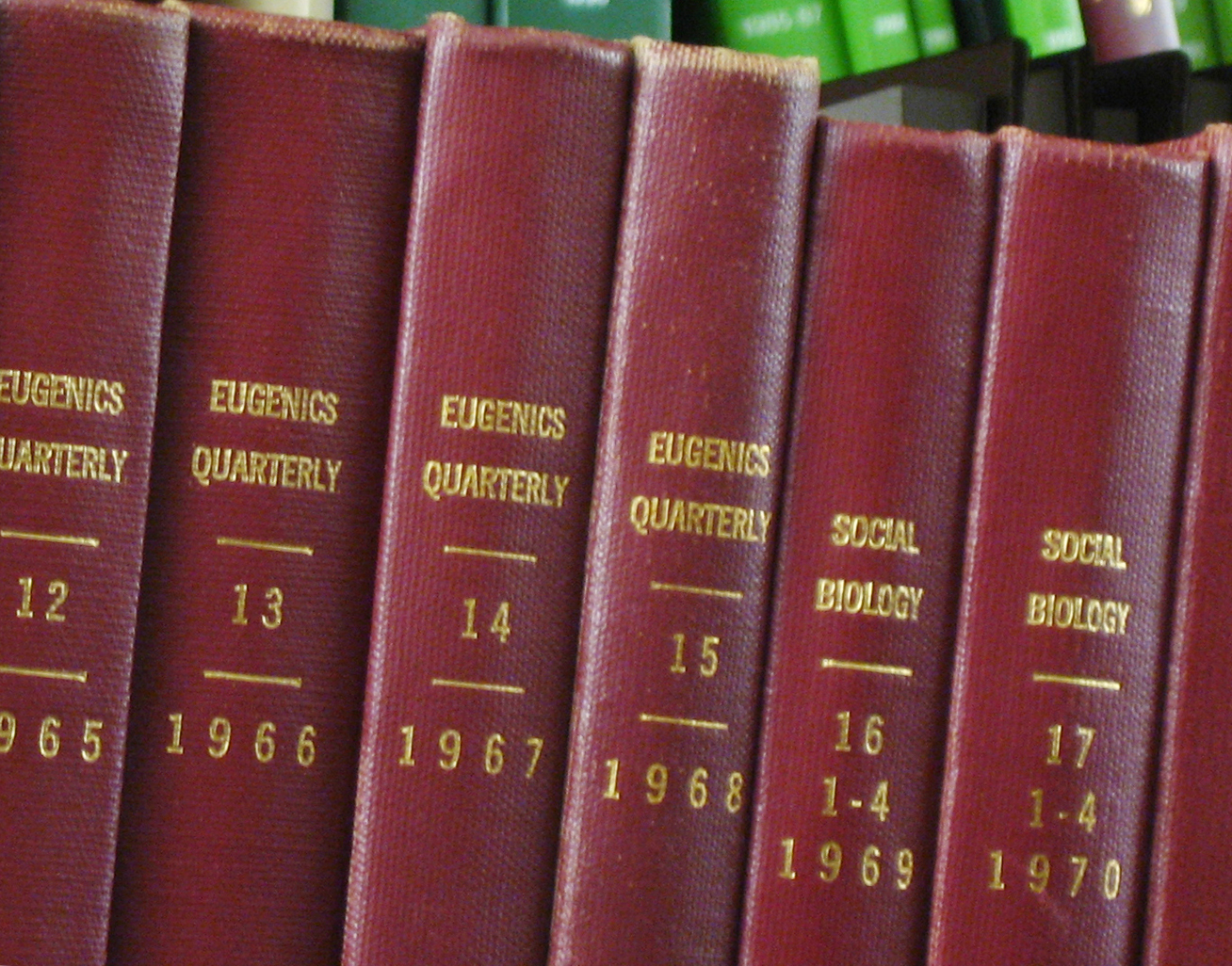
En las décadas siguientes a la Segunda Guerra Mundial, la eugenesia se hizo cada vez más impopular para la ciencia académica. Muchas organizaciones y publicaciones que tuvieron su origen en el movimiento eugenésico empezaron a distanciarse de dicha filosofía, como cuando Eugenics Quarterly se convirtió en Social Biology en 1969.

Antes de los campos de exterminio de la Segunda Guerra Mundial, la idea de que la eugenesia pudiera llevar al genocidio no era considerada seriamente, sin embargo, tras la experiencia de la Alemania nazi, aumentaron la cantidad de políticos y miembros de la comunidad científica que renegaron públicamente de las ideas sobre la «higiene racial» y sobre los miembros «no aptos» de la sociedad.
Los Juicios de Núremberg contra los dirigentes nazis revelaron al mundo muchas de las prácticas genocidas del régimen y llevaron a la formalización de políticas de ética médica y la declaración sobre las razas de la Unesco en 1950. Muchas sociedades científicas publicaron sus propias «declaraciones raciales» parecidas con los años, y la Declaración Universal de los Derechos Humanos, desarrollada en respuesta a los abusos cometidos en la Segunda Guerra Mundial, fue adoptada por la ONU, afirma en su Artículo 16 que «Los hombres y las mujeres, a partir de la edad núbil, tienen derecho, sin restricción alguna por motivos de raza, nacionalidad o religión, a casarse y fundar una familia». Después la declaración de la UNESCO en 1978 sobre la raza y los prejuicios raciales declaró que la igualdad fundamental de todos los seres humanos es el ideal hacia el que deberían converger la ética y la ciencia.
Como reacción a los abusos nazis, la eugenesia pasó a ser universalmente vilipendiada, así como en muchas de las naciones en las que había sido una vez popular. Muchos eugenistas dedicados antes de la guerra a lo que más tarde sería calificado como «criptoeugenesia» enterraron decididamente sus creencias eugenésicas y se convirtieron en respetados antropólogos, biólogos y genetistas en la posguerra (incluyendo a Robert Yerkes en los Estados Unidos y Otmar von Verschuer en Alemania). Sin embargo, el eugenista californiano Paul Popenoe fundó la orientación familiar durante los años 1950, un cambio de profesión que surgió de sus intereses eugenésicos por promover los «matrimonios saludables» entre personas «aptas».
Los libros de texto de educación secundaria y universitaria solían tener entre 1920 y 1940 capítulos sobre el progreso científico que supondría la aplicación de principios eugenésicos sobre la población. Muchas publicaciones científicas antiguas dedicadas a la genética eran editadas por eugenistas e incluían artículos eugenésicos junto con estudios sobre la herencia en organismos no humanos. Después de que la eugenesia cayese en desgracia ante la comunidad científica, la mayor parte de las referencias a la eugenesia fueron eliminadas de los libros de texto y de las subsecuentes ediciones de las publicaciones importantes. Incluso cambiaron los nombres de algunas publicaciones para reflejar las nuevas actitudes. Por ejemplo, Eugenics Quarterly se convirtió en 1969 en Social Biology (la revista sigue existiendo, pero se parece poco a su predecesora). Entre los miembros notables de la American Eugenics Society (1922–94) durante la segunda mitad del siglo XX se incluyen Joseph Fletcher, creador de la ética situacional; el Dr. Clarence Gamble de la farmacéutica Procter & Gamble y Garrett Hardin, un defensor del control de natalidad y autor de La tragedia de los comunes.
A pesar del cambio de actitud de la posguerra sobre la eugenesia en los Estados Unidos y Europa, unos pocos países, notablemente Canadá y Suecia, mantuvieron programas eugenésicos, incluyendo la esterilización forzosa de individuos con taras mentales, así como otras prácticas, hasta los años 1970. En los Estados Unidos, las esterilizaciones se abolieron en los años 1960, a pesar de que el movimiento eugenésico había perdido la mayor parte de su popularidad y apoyo político a finales de los años 1930.
En las últimas décadas, se ha denunciado en Australia y en Perú el engaño por parte de médicos, que aprovechando el desconocimiento y confusión respecto a la medicina y lenguaje occidental, sonsacaban sesgadas autorizaciones para ejecutar ligaduras de trompas de Falopio de mujeres aborígenes, incluso sin hijos, cuando acudían a revisar otros problemas a los hospitales. Estas prácticas subrepticias buscaban reducir la natalidad entre las etnias naturales del continente.
Algunos como Margaret Sanger (fundadora de Planned Parenthood of America) hallaron en la eugenesia una herramienta útil para impulsar la legalización de los métodos anticonceptivos.

#### «Eugenesia liberal» e ingeniería genética
Desde comienzos de los años 1980, cuando el conocimiento sobre la genética avanzó significativamente, la historia y conceptos eugenésicos han sido ampliamente discutidos. Esfuerzos como el Proyecto Genoma Humano han logrado que la modificación efectiva de la especie humana vuelva a parecer posible (como hizo la teoría original de la evolución de Darwin en los años 1860, junto con el redescubrimiento de las leyes de Mendel a principios del siglo XX). La diferencia a principios del siglo XXI fue la actitud cautelosa hacia la eugenesia, que se había convertido en una consigna a temer más que a abrazar.
Solo unos pocos investigadores (como el controvertido psicólogo Richard Lynn) han pedido abiertamente la adopción de políticas eugenésicas usando tecnología moderna, pero representan una opinión minoritaria en los actuales círculos científicos y culturales. Un intento de implantación de una forma de eugenesia fue un «banco de esperma de genios» (1980-99) creado por Robert Klark Graham, del que fueron concebidos cerca de 230 niños (el donante más conocido fue el ganador del premio Nobel William Shockley). Sin embargo, en Estados Unidos y Europa estos intentos han sido frecuentemente criticados por tener el mismo espíritu racista y clasista que las iniciativas eugenésicas de los años 1930. En cualquier caso, los resultados han sido desiguales en el mejor de los casos. Debido a su relación con la esterilización forzosa y los ideales raciales del Partido Nazi, la palabra «eugenesia» rara vez es usada por los defensores de tales programas.
Solo unos pocos gobiernos tienen actualmente algo parecido a un programa eugenésico en el mundo. En 1994 China aprobó la Ley de Asistencia Sanitaria Maternal e Infantil, que incluía una exploración premarital obligatoria para «enfermedades genéticas de naturaleza grave» y «enfermedades mentales relevantes». A quienes diagnosticaban tales enfermedades se les obligaba a no casarse, a aceptar «medidas anticonceptivas a largo plazo» o a someterse a la esterilización.
Una política parecida de exploraciones (incluyendo la exploración prenatal y el aborto) destinada a reducir la incidencia de la talasemia existe en las dos partes de la isla de Chipre. Desde la implantación del programa en los años 1970, se ha reducido el porcentaje de niños nacidos con esta enfermedad sanguínea hereditaria de 1 de cada 158 a prácticamente cero. Dor Yeshorim, un programa que busca reducir la incidencia de la enfermedad de Tay-Sachs en ciertas comunidades judías, es otro programa de diagnóstico que ha atraído comparaciones con la eugenesia. En Israel, a costa del estado, se anima a la población en general a realizar pruebas genéticas para diagnosticar enfermedades antes del nacimiento de un bebé. Si se diagnostica la enfermedad de Tay-Sachs a un feto puede optarse por la interrupción del embarazo de forma voluntaria. La mayoría de las demás comunidades judías asquenazíes también efectúan programas de diagnóstico debido a las altas tasas de incidencia de ciertas enfermedades hereditarias. En algunas comunidades judías, la antigua costumbre de la tercería (shidduch) se sigue practicando, y en un intento por evitar la tragedia de la muerte infantil que siempre resulta de ser homocigótico para la Tay-Sachs, asociaciones como la fuertemente religiosa Dor Yeshorim (que fue fundada por un rabí que perdió cuatro hijos por esta enfermedad para evitar que otros sufrieran la misma tragedia) realizan pruebas a las parejas jóvenes para comprobar si tienen riesgo de transmitir esta enfermedad o alguna otra mortal. Si ambos resultan ser portadores de Tay-Sachs, es frecuente que el compromiso se rompa. El judaísmo, como muchas otras religiones, desaconseja el aborto salvo que haya riesgo para la madre, en cuyo caso la salud de esta tiene preferencia. Debe también advertirse que, dado que todos los niños con la enfermedad morirán en su infancia, estos programas intentan evitar tales tragedias más que directamente erradicar el gen, lo que es una coincidencia secundaria.
En la literatura bioética moderna, la historia de la eugenesia presenta muchas cuestiones morales y éticas. Los comentaristas han sugerido que la «nueva eugenesia» surgirá de tecnologías reproductivas que permitirán a los padres crear los llamados «bebés de diseño» (lo que el biólogo Lee M. Silver denominó prominentemente «reprogenética»). Se ha argumentado que este tipo «no coactivo» de «mejora» biológica estará predominantemente motivada por la competitividad individual y el deseo de lograr «las mejores oportunidades» para los hijos más que por el impulso de mejorar la especie completa que caracterizó las formas de eugenesia de principios del siglo XX. Debido a esta naturaleza no coactiva, la falta de implicación del estado y las diferencias en las metas, algunos comentaristas han cuestionado que estas actividades sean eugenésicas o algo más en conjunto.
Algunos activistas prominusválidos argumentan que, aunque sus discapacidades pueden provocarles dolor y malestar, lo que realmente les incapacita como miembros de la sociedad es un sistema sociocultural que no reconoce su derecho a un trato genuinamente igualitario. También se muestran escépticos sobre que alguna forma de eugenesia pudiera beneficiar a los discapacitados si se tiene en cuenta el trato que le dispensaron las campañas eugenésicas históricas.
James D. Watson, el primer director del Proyecto Genoma Humano, inició el Programa de Implicaciones Éticas, Legales y Sociales (Ethical, Legal and Social Implications Program), que ha financiado varios estudios sobre las implicaciones de la ingeniería genética humana (junto con un importante sitio web sobre la historia de la eugenesia), porque:

Al situar la ética tan pronto en la agenda del genoma, está dando respuesta a mi propio temor personal de que demasiado pronto los críticos del Proyecto Genoma Humano señalarían que era un representante del Laboratorio Cold Spring Harbor que una vez albergó a la controvertida Eugenics Record Office. Mi no formación de un programa ético sobre el genoma podría rápidamente ser usada como falsa evidencia de que era un eugenesista secreto, teniendo como propósito real a largo plazo la identificación inequívoca de los genes que llevan a la estratificación social y ocupaciones así como de los que justifican la discriminación racial.
James D. Watson, A passion for DNA: Genes, genomes, and society (Cold Spring Harbor, Nueva York: Cold Spring Harbor Laboratory Press, 2000): 202.

Distinguidos genetistas incluyendo a los ganadores del premio Nobel John Sulston («No creo que uno deba traer al mundo a un niño claramente minusválido») y Watson («Una vez que tienes una forma para mejorar a nuestro hijos, nadie puede detenerla») apoyan el diagnóstico genético. Qué ideas deberían ser descritas como «eugenésicas» sigue siendo un asunto polémico en círculos de investigadores y de opinión pública. Algunos observadores como Philip Kitcher han descrito el uso del diagnóstico genético por parte de los padres como la habilitación de una forma de eugenesia «voluntaria».
Algunas subculturas modernas defienden diferentes formas de eugenesia apoyada por clonación humana e ingeniería genética humana, algunas veces como parte de un nuevo culto (véase el movimiento raeliano, cosmoteísmo o prometeísmo). Estos grupos hablan también de «neoeugenesia», «evolución consciente» o «libertad genética».
Los rasgos conductuales identificados también como potenciales objetivos de modificación mediante ingeniería genética humana incluyen la inteligencia, la depresión, la esquizofrenia, el alcoholismo, el comportamiento (u orientación) sexual y la delincuencia.
Más recientemente, en el Reino Unido podría decirse que el caso La Corona contra James Edward Whittaker-Williams sentó un precedente al prohibir el contacto sexual entre personas con «problemas de aprendizaje». El acusado, un hombre con problemas de aprendizaje, fue encarcelado por besar y abrazar a una mujer de la misma condición. Este fallo se basó en la Ley de Delitos Sexuales de 2003, que redefine los besos y abrazos como sexuales y afirma que las personas con problemas de aprendizaje son incapaces de dar su consentimiento independientemente de que el acto implique coacción o no. Los opositores a esta ley la han atacado por traer de vuelta la eugenesia por la puerta de atrás bajo el disfraz de la exigencia de «consentimiento».

## Contraargumentos
Uno de los primeros intelectuales en criticar fuertemente la eugenesia, fue G. K. Chesterton, en su obra "Eugenics and other Evils" (La eugenesia y otras maldades) en 1922, en la cual, aseguraba que los partidarios de esta "no tenían nada de ciencia en absoluto".

### Enfermedades frente a rasgos
Mientras la ciencia de la genética ha provisto cada vez más medios para poder identificar y entender ciertas características y enfermedades, dada la complejidad de la genética humana, la cultura y la psicología, no hay en este momento medio alguno para determinar qué rasgos serían definitivamente deseables o indeseables. Las manipulaciones eugenésicas destinadas a reducir la propensión hacia la criminalidad y la violencia, por ejemplo, podrían resultar en que la población terminase siendo esclavizada por un agresor externo si pierde la capacidad de defenderse a sí misma. Por otra parte, las enfermedades genéticas como la hemocromatosis puede incrementar la vulnerabilidad ante algunas dolencias, provocar deformidades físicas y otras disfunciones. Las medidas eugenésicas contra muchas de estas enfermedades ya están siendo emprendidas en países de todo el mundo, mientras las medidas contra rasgos que afectan más sutilmente y se entienden peor, como la criminalidad, están relegadas al ámbito de la especulación y la ciencia ficción. Los efectos de las enfermedades son en esencia totalmente negativos y las sociedades de todas partes buscan reducir su incidencia por varios medios, algunos de los cuales son eugenésicos en todo salvo el nombre. Los otros rasgos que se discuten tienen efectos tanto positivos como negativos y generalmente no se controlan en la actualidad en ningún lugar.

### Pendiente resbaladiza
Una crítica comúnmente avanzada a la eugenesia es que, como queda demostrado por su historia, inevitablemente lleva a medidas que resultan poco éticas (Lynn 2001). H. L. Kaye escribió que «la verdad obvia es que la eugenesia ha sido desacreditada por los crímenes de Hitler» (Kaye 1989). R. L. Hayman argumentó que «el movimiento eugenésico es anacrónico, siendo reveladas sus implicaciones políticas por el Holocausto» (Hayman 1990).
Steven Pinker ha afirmado que es «una opinión ortodoxa entre los académicos de izquierda que los genes implican genocidio». Ha respondido a esta «opinión ortodoxa» comparándola con la historia «negativa», según él, del marxismo, que, sin embargo, tenía una posición opuesta a la del nazismo sobre los genes.

### Diversidad genética
Las políticas eugenésicas también llevan a perder diversidad genética, en cuyo caso una mejora culturalmente aceptada del acervo genético puede, si bien no necesariamente, terminar en un desastre biológico debido a una mayor vulnerabilidad a las enfermedades, menor capacidad de adaptación a los cambios ambientales y otros factores tanto conocidos como desconocidos. Este tipo de argumento procedente del principio de precaución es a su vez ampliamente criticado. Un plan eugenésico a largo plazo es probable que lleve a su escenario parecido debido a que la eliminación de rasgos considerados indeseables reduciría la diversidad genética por definición.
Por el contrario, algunos estudios parecen mostrar que las tendencias disgenésicas llevan a una menor diversidad genética, una tendencia que en teoría podría ser contrarrestada con un programa eugenésico.[cita requerida]
La posible eliminación del genotipo del autismo es un asunto político importante para el movimiento por los derechos de los autistas, que sostiene que el autismo es una forma de neurodiversidad. Muchos defensores de los derechos de los afectados por el síndrome de Down (trisomía del par 21) consideran esta enfermedad un tipo de neurodiversidad, a pesar de que los hombres afectados suelen ser estériles.
Además se ha argumentado que "la propiedad manifiesta de la vida es la diversidad de las formas que adopta" y que por lo tanto, sin biodiversidad no habría evolución e incluso no habría vida.

### Rasgos recesivos heterocigóticos
En algunos casos los esfuerzos por erradicar ciertas mutaciones de un único gen resultarían baldíos. En el caso de que la enfermedad en cuestión fuese un rasgo recesivo heterocigótico, el problema es que tras la eliminación del rasgo visible no deseado, quedarían aún tantos genes para la enfermedad en el genoma como los que fueron eliminados en virtud del principio de Hardy-Weinberg, que afirma que los genes de una población se definen como pp+2pq+qq en el punto de equilibrio. Mediante el diagnóstico genético sería posible detectar todos los rasgos recesivos heterocigóticos, pero supondría un coste enorme con la tecnología actual. Bajo circunstancias normales solo es posible eliminar un alelo dominante del genoma. Los rasgos recesivos pueden ser reducidos drásticamente, pero nunca eliminados a menos que se conozca la composición genética completa de todos los miembros de la población, como se ha mencionado antes. Dado que solo unos pocos rasgos indeseados, como la enfermedad de Huntington, son dominantes, el valor práctico de «eliminar» rasgos es bastante bajo.

## Argumentos

### Reductio ad Hitlerum
Algún sitio web sobre lógica ha usado la frase «La eugenesia debe ser mala porque estuvo relacionada con los nazis» como un ejemplo típico de la falacia de asociación conocida como reductio ad Hitlerum. La estigmatización de la eugenesia por esta asociación, por otra parte, no ha frenado en absoluto la aplicación de tecnología médicas que disminuyen la incidencia de los defectos congénitos ni tampoco la investigación sobre sus causas.

### Disgenesia
Los defensores de la eugenesia a menudo se preocupan por lo que denominan el declive disgenésico de la inteligencia, que creen que llevará al colapso de la actual civilización y que también ha sido la causa del colapso de anteriores civilizaciones. Este declive haría que la eugenesia fuese un mal necesario, ya que el posible sufrimiento humano provocado por ella palidecería en comparación con dicha catástrofe. Sin embargo, no existe evidencia científica de estas afirmaciones, ni de que un mayor coeficiente intelectual conlleve un mayor bienestar o felicidad.

### The Bell Curve
En 1994, Herrnstein y Murray publicaron el libro The Bell Curve en el que, basándose en análisis estadísticos sobre datos procedentes de una amplia variedad de investigaciones, los autores llegan a una serie de conclusiones dirigidas a los responsables americanos de la elaboración de políticas sociales.
Los autores proponen una estratificación de las clases sociales americanas basada en una gradación intelectual, caracterizada por una élite cognitiva que presenta una mayor eficacia profesional, gana más dinero, viven en áreas distintivas, etc. Los datos sobre grupos sociales en la parte más baja de la gradación presentan un perfil caracterizado por conductas antisociales y problemas como desempleo, abandono temprano de la escuela, pobreza, delincuencia, etc. Según los autores, al menos algunas de estas diferencias intergrupales tendrían un carácter genético.
Esta obra causó un gran debate público. Entre multitud de reacciones, se cuentan un informe elaborado por más de 50 científicos publicado en el Wall Street Journal y otro elaborado por la Sociedad Americana de Psicología. El primero concluye que de los hallazgos de las investigaciones no se pueden seguir las recomendaciones sociopolíticas que incluye el libro, las cuales responden, no a los datos científicos en sí mismos, sino al posicionamiento ideológico de los autores. El segundo informe, el de la APA, recoge un elevado volumen de evidencias científicas actualizadas procedentes de las más variadas investigaciones sobre la inteligencia, para concluir que la heredabilidad varía de una población a otra (por lo que no se pueden extrapolar conclusiones), y que, en todo caso, las vías por las que tanto los genes como el ambiente contribuyen a las diferencias en inteligencia son aún ampliamente desconocidas.
Los mismos Herrnstein y Murray señalan que el CI sólo puede dar cuenta de un 10% de la varianza responsable del éxito académico, profesional y general de los individuos, y por tanto, todavía están por determinar las causas del restante 90%.

## La eugenesia en la cultura popular
La eugenesia es un tema recurrente en la ciencia ficción (a menudo distópica). La novela Un mundo feliz de Aldous Huxley trata el tema en profundidad, al igual que la más reciente (y científicamente actualizada) película Gattaca, cuya trama gira en torno al diagnóstico genético. Boris Vian (bajo el pseudónimo Vernon Sullivan) adoptó un enfoque más alegre en su novela Que se mueran los feos.
Algunas de las novelas que tocan este tema son La puerta al país de las mujeres de Sheri S. Tepper y Esa horrible fortaleza de C. S. Lewis. Las Guerras Eugenésicas son una parte importante de la historia de fondo del universo de Star Trek (episodios Semilla espacial, Tierra fronteriza, Estación Fría 12, Los amplificados y la película La ira de Khan). La eugenesia es también una parte importante de la trama de la película de James Bond Moonraker (el personaje del villano Sir Hugo Drax fue basado en Adolf Hitler).
En la serie de novelas Dune de Frank Herbert los programas de reproducción selectiva constituyen un tema importante. Al comienzo de la serie, la orden religiosa Bene Gesserit manipula los patrones reproductivos durante muchas generaciones para crear al Kwisatz Haderach. En Dios Emperador de Dune, el emperador Leto II vuelve a manipular la reproducción humana para lograr sus propios fines. Los Bene Tleilax también emplearon la ingeniería genética para crear seres humanos con atributos genéticos concretos.
Tiende a haber una contracorriente eugenésica en el concepto de ciencia ficción del supersoldado. Varias representaciones de estos supersoldados suelen mostrarlos criados para el combate o seleccionados genéticamente para que tengan rasgos beneficiosos para el combate.
En las novelas Los hijos de Matusalén y Tiempo para amar de Robert A. Heinlein, se crea un gran fondo de inversiones para dar incentivos financieros a los matrimonios (las Familias Howard) entre personas cuyos padres y abuelos han sido longevos. El resultado es un subconjunto de la población de la Tierra que tiene una esperanza de vida significativamente mayor que la media. Los miembros de este grupo aparecen en muchas de las otras obras de este autor.
En el libro de Eoin Colfer The Supernaturalist, Ditto es un bebé Bartoli, nombre de un experimento fallido del famoso Dr. Bartoli, quien intentó crear una raza superior de humanos, pero terminó en desarrollo atrofiado, con mutaciones, incluyendo percepción extrasensorial e imposición de manos.
En la serie televisiva de ciencia ficción de Gene Roddenberry Andrómeda, toda la raza nietzscheana está fundada sobre los principios de la reproducción selectiva.
En la serie del Mundo Anillo, de Larry Niven, el personaje Teela Brown es un resultado de varias generaciones de ganadores de la «lotería de la procreación», un sistema que intenta animar a las personas ganadoras a procrear.
En la segunda temporada de Dark Angel, el principal villano Ames White es miembro de una secta conocida como el «Cónclave», que ha infiltrado en varios niveles de la sociedad a una raza de superhumanos. Esta secta intenta exterminar a todos los transgénicos, incluyendo a la protagonista Max Guevara, a quien ven como un ser genéticamente impuro por tener algún ADN animal mezclado con el ADN humano.